# Krol Ko
Krol Ko  – „A tehenek parkja” – 12. század végén, VII. Dzsajavarman király uralkodása alatt épült buddhista templom Angkorban, Kambodzsában. Az épület romjai  Neak Pean forrástemplomtól északra, a Dzsajatataka baraj partján állnak.
A lateritfalakkal két udvarra tagolt templomba egyetlen, egyszerű, keletre nyíló bejárat vezet. A külső és a belső falak közötti árkos udvart valaha víz borította; a falak gopuráit kereszt alakú terasz köti össze. A 25×35 méteres belső udvar közepén áll a Bajon-stílusú homokkő szentély. Falait szépen faragott ajtók és balusztádos álablakok díszítik. Az Avalokitésvara bódhiszattva tiszteletének szentelt templom díszítésein Lokesvara különböző megtestesülései láthatók és az a jelenet, amikor Krisna a Govardhana-hegyet ernyőként emeli a pásztorok fölé, hogy megvédje őket Indra busszúból rájuk zúdított pusztító esőjétől.
A belső udvar déli részében egy laterittéglákból és homokkőből épített nyugati tájolású Könyvtár áll.